# Springfields kärnkraftverk
Springfields kärnkraftverk är ett fiktivt kärnkraftverk i den amerikanska serien Simpsons. Det är av typen Slow-Fission Reactor från 1952 och ligger i den lika fiktiva staden Springfield och ligger på 100 Industrial Way. Verket ägs av företaget Burns Worldwide Industries och dess ägare Montgomery Burns. 
En gång har Mr Burns förlorat hela sin förmögenhet och kraftverket övertogs då av banken. Banken anställde då Lenny Leonard som vd, tillsammans med Lisa Simpsons hjälp lyckades han senare köpa tillbaka det. Mr Burns har också sålt kraftverket till tyska investerare för 100 miljoner dollar, han köpte det tillbaka senare för 50 miljoner dollar. Kraftverket har stora brister i säkerheten, vid en inspektion hittades 342 brister, en reparation skulle gå på 56 miljoner dollar. Bildsekvenser har även visat att det finns råttor och arbetare som fäktas med plutonium. 
Den bristande säkerheten har lett till muterade djur, bland annat fisken Blinky, och tvåhövdad hund. Av någon anledning kommer Mr. Burns alltid undan kontrollerna. I en episod anställdes den första kvinnan till kraftverket, Mindy Simmons, som Homer Simpson blev kär i (och nästan otrogen med), trots det så jobbade Ms. Finch i verket i en tidigare episod. När de visar kärnkraftverket i bild hörs det ofta en kråka kraxa. Det finns två tryckreaktorer i kärnkraftverket. 
Säkerhetsansvarig på kraftverket är Homer, som blev befordrad från sitt arbete som kärnkraftstekniker, hans arbetsstation är sektor 7G och har numera Carl Carlson som sin förman, tidigare Ted. Homer har även varit anställd som chefsassistent och Mr Burns assistent. Verksamhet flyttades en gång till Bangalore där man anställd lokal befolkningen och avskedade alla förutom Homer som blev ny VD för kraftverket. Homer lärde de anställda hur de amerikanska arbetsvillkoren fungerar vilket resulterade i att man flyttade tillbaka.
Waylon Smithers var den enda som utnämnts till Månandens medarbetare innan Homer blev det efter att han förhindrat en härdsmälta. Därefter har också Roger Ducette blivit det. Alla utom Homer har utnämnts till Veckans arbetare, trots att det i fackets regler står att alla ska få priset.
Arbetarna som är med i facket är medlemmar i International Brotherhood of Jazz Dancers, Pastry Chefs and Nuclear Technicians, och har bonus, extraförmåner, kakor på Saint Patrick’s Day och tandvårdsavtal. Homer var under en period fackombud då Mr. Burns försökte få bort tandvårdsavtalet och ersätta det med fri öl på mötena, han avgick mot att Mr. Burns behöll tandvårdsavtalet.

## Urval av anställda
- Citrongul M. Burns, kanariefågel, ägare och högste chef.
- Montgomery Burns, ägare
- Waylon Smithers, Burns assistent, olyckligt kär i denne.
- Waylon Smithers Sr., föregåendes far (död)
- Homer Simpson, säkerhetschef
- Lenny Leonard
- Carl Carlson, förman
- Frank Grimes (död)
- Mindy Simmons (f.d.) anställd
- Jeff Marley, en som jobbade ganska länge på verket innan han tvingades gå i pension.
- en kolstav, veckans arbetare en gång
- Queenie, en kyckling som var vikarie för Homer i ett avsnitt.